# Euphlebium
Euphlebium es un género con seis especies de orquídeas. Ha sido separado del género Dendrobium. Son pequeñas epífitas que prefieren el clima cálido, se encuentran en las tierras bajas húmedas de las selvas tropicales del Sudeste de Asia y Nueva Guinea. Se caracterizan por una inflorescencia con varias flores grandes, de color blanco, de corta duración, pero de dulce fragancia.

## Descripción
Las especies son pequeñas orquídeas epífitas o raramente litófitas con pseudobulbos en forma de peonza, con dos a cinco hojas terminales, coriáceas y lanceoladas. Tienen una pequeña inflorescencia terminal copn una sola flor grande, de corta duración, a veces efímero (un día) y de dulce fragancia.
Las flores suelen tener los sépalos anchos, de color blanco, más estrechos que los pétalos, también de color blanco y un labelo con finas líneas de color.

## Distribución y hábitat
Crecen en los árboles cubiertos de musgo, cerca de ríos o pantanos, en las tierras bajas cálidas y húmedas de las selvas tropicales. Se encuentran en Nueva Guinea, Molucas, Filipinas, las pequeñas Islas de la Sonda, Sumatra, Java y Malasia.

## Sinonimia
- Dendrobium Sw. (1799) secc. Fugacia

## Etimología
El nombre de Euphlebium proviene del griego eu (bueno) y phleps (vena).

## Taxonomía
El género fue promovido a género desde Dendrobium Sw. (1799) secc. Fugacia por Brieger en el año 1981.
El género cuenta actualmente con seis especies. La especie tipo es Euphlebium spurium.

## Especies
- Euphlebium amboinense (Hook.) Brieger (1981)
- Euphlebium coeloglossum (Schltr.) Brieger (1981)
- Euphlebium halmaheirense (J.J.Sm.) Rauschert (1983)
- Euphlebium inaequale (Rolfe) Rauschert (1983)
- Euphlebium lacteum (Kraenzl.) Rauschert (1983)
- Euphlebium spurium (Blume) Brieger (1981)